# Črnica
 Črnica  (olaszul: Cernizza Pinguentina)  falu Horvátországban, Isztria megyében. Közigazgatásilag Buzethez tartozik.

## Fekvése
Az Isztriai-félsziget északi részének közepén, Pazintól 24 km-re északra, községközpontjától 6 km-re északnyugatra, közvetlenül a szlovén határ mellett fekszik. Több kis telep Podrečak, Jakci, Požane, Sveti Duh, Konti és mások tartozik hozzá.

## Története
Első írásos említése 1356-ban történt. A 16. században felépült Szent Rókus temploma. 1857-ben 294, 1910-ben 298 lakosa volt. Plébániáját 1948-ban alapították. 
2011-ben 45 lakosa volt.

## Lakosság
| Lakosság változása | Lakosság változása | Lakosság változása | Lakosság változása | Lakosság változása | Lakosság változása | Lakosság változása | Lakosság változása | Lakosság változása | Lakosság változása | Lakosság változása | Lakosság változása | Lakosság változása | Lakosság változása | Lakosság változása | Lakosság változása |
| ------------------ | ------------------ | ------------------ | ------------------ | ------------------ | ------------------ | ------------------ | ------------------ | ------------------ | ------------------ | ------------------ | ------------------ | ------------------ | ------------------ | ------------------ | ------------------ |
| 1857               | 1869               | 1880               | 1890               | 1900               | 1910               | 1921               | 1931               | 1948               | 1953               | 1961               | 1971               | 1981               | 1991               | 2001               | 2011               |
| 294                | 319                | 291                | 298                | 296                | 298                | 537                | 482                | 195                | 173                | 104                | 79                 | 72                 | 54                 | 37                 | 45                 |

## Nevezetességei
- Szent Rókus tiszteletére szentelt plébániatemploma 1556-ban épült késő gótikus stílusban. 1948-óta plébániatemplom. Egyhajós épület négyszög alaprajzú boltozott gótikus szentéllyel. A homlokzat előtt rendhagyó módon két oszlopon áll négyszögletes harangtornya.
- Sveti Duh nevű településrészén áll a Szentlélek tiszteletére szentelt templom, mely 1500-ban épült. 16. századi falfestmények díszítik. A templom mellett a 17. és 18. században kolostor működött.
- A település déli részén áll Szent Lőrinc tiszteletére szentelt 16. századi temetőkápolnája.